# Friedrich Knie
Friedrich Ernst Carl Knie (* 24. Oktober 1783 in Erfurt; † 5. Februar 1850 in Burgdorf) war ein österreichischer Zirkusdirektor und Begründer der Zirkus-Dynastie Knie.

## Leben

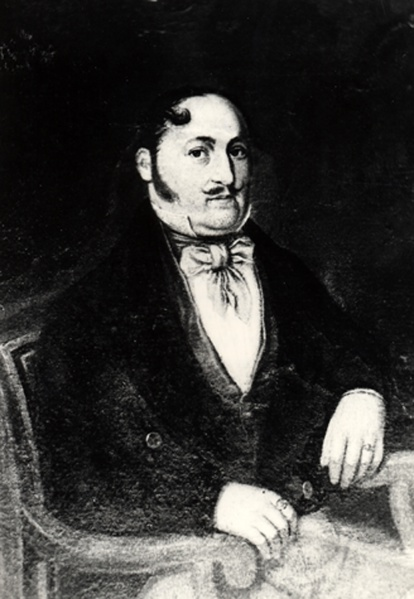
Friedrich Knie (1783–1850), Bild um 1820

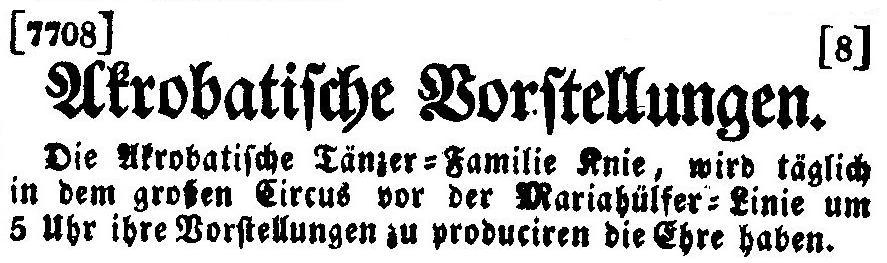
Anzeige für «Akrobatische Vorstellungen» der Familie Knie in Wien 1843

Vater Johann Knie, geboren 1744 in Wien, war ein reisender Zahnarzt, die Mutter Johanna Maria geborene Haueisen aus Arnstadt in Thüringen. Sohn Friedrich wurde am 24. Oktober 1783 im Gasthof «Zum Propheten» in Erfurt, in der Nähe des Doms, geboren und am selben Tag in der evangelischen Predigerkirche getauft. Er war der ältere Halbbruder des Blindenpädagogen Johann Georg Knie (1794–1859), der aus der zweiten Ehe des Vaters stammte.
Friedrich Knie wollte wie sein Vater Arzt werden. 1803 brach er jedoch sein Medizinstudium ab. Die Darbietungen einer Kunstreitertruppe, im Besonderen die der jungen Wilma, begeisterten ihn so sehr, dass er beschloss mit der Truppe mitzuziehen. Er wurde zum Seiltänzer und Kunstreiter ausgebildet. Die Liebschaft hielt nicht lange an, doch Friedrich gefiel das Artistenleben. So gründete er 1806 mit Akrobaten und eigenen Pferden ein eigenständiges Seiltänzer- und Künstlerunternehmen. Unter dem Namen «Wiener Seiltänzertruppe» gastierten sie mit ihrer ungedeckten Arena in den Ländern der Habsburgermonarchie, Bayern, Baden und Preußen. Er erhielt viel Lob und Anerkennung von Königen und Fürsten für seine Darbietungen und wurde berühmt. 1807 lernte er bei einer Vorstellung in Innsbruck Antonia Stauffer (1786–1833) kennen. Antonias Vater mochte die Liebelei mit einem Fahrenden nicht und steckte seine Tochter kurzerhand in ein Kloster. Eines Nachts flohen die beiden nach Böhmen und heirateten. Sie bekamen fünf Kinder.
- Rudolf (1808–1858)
- Georg (1809–1849)
- Karl (1813–1860)
- Fanny Adelheid (1814–1857)
- Franz (1816–1896)

Die zweite Generation wurde bereits im frühen Kindesalter in den Zirkusbetrieb integriert. Zur Zeit der Napoleonischen Kriege war das Leben im Zirkus hart und unsicher, doch dank ihrem starken Willen und der Liebe zur Artistik schafften sie es immer wieder, sich über Wasser zu halten. Ab 1814 traten die Knies regelmässig in der Schweiz auf. 1828 wurde zum ersten Mal eine Vorstellung in Zürich und in Rapperswil gegeben.
Für September 1831 ist ein Auftritt in München nachweisbar: «In München gibt eine Seiltänzerfamilie Knie in dem großen Circus vor dem Carlsthore täglich brillante Produktionen». Im März 1834 trat der Zirkus in Wien «am geschlossenen Spielplatze zu Anfang der Alleegasse» auf.
Die Söhne Rudolf und Franz gründeten eigene Unternehmen. Franz betätigte sich mit grossem Erfolg bis ins hohe Alter als Hochseilartist. Bruder Georg verstarb 1849. Vater Friedrich starb 1850 in Burgdorf, wo die Knies den Winter 1849/50 verbrachten. Das Burgdorfer Kirchenbuch vermerkte unter dem 5. Februar 1850: «Friedrich Knie, Vater, gebürtig aus Wien. 66 Jahr» und dass der Verstorbene am 7. Februar 1850 beerdigt wurde. Nun übernahm Karl die Leitung der Knies Arena. Karl war mit Anastasia Knie-Staudinger verheiratet. Die beiden hatten sieben Kinder, die bereits alle als Artisten am Zirkusleben teilnahmen. Die damalige Knies Arena entwickelte sich zum heutigen Schweizer National-Circus Circus Knie.